# Robert Afflerbach
Robert Afflerbach (Basilea, 12 novembre 1900 – Basilea, 19 agosto 1953) è stato un calciatore svizzero, di ruolo attaccante.

## Biografia
Era sposato con Olga Saeger.

## Carriera

### Nazionale
Vanta 7 presenze con la nazionale svizzera.